# Platylabus berndi
Platylabus berndi är en stekelart som beskrevs av Heinrich 1962. Platylabus berndi ingår i släktet Platylabus och familjen brokparasitsteklar. Inga underarter finns listade i Catalogue of Life.